# 김민규 (성우)
김민규(1939년 2월 6일 ~ )는 대한민국의 성우이다. 1961년 KBS 4기로 입사했으며 한국방송 성우극회의 소속.

## 주요 출연작품

### 애니메이션
- 《샛별공주》 (KBS) - 정 박사
- 《뾰로롱 꼬마마녀》 (KBS) - 할아버지
- 《달려라 부메랑》 (SBS) - 포
- 《오즈 탐험대》 (SBS)

### 영화
- 《슈퍼맨》 (85년 더빙판/KBS) - 렉스 루서 (진 해크먼)
  - 《슈퍼맨 2》 (86년 더빙판/KBS) - 렉스 루서 (진 해크먼)
- 《언더시즈》 (KBS)
- 《대부 3》 (KBS)
- 《콜리야》 (KBS)
- 《사랑의 스타디움》 (SBS)
- 《미스 다이아몬드》(SBS)
- 《브로큰 애로우》(SBS)
- 《제5원소》 (SBS)
- 《까미유 끌로델》 (KBS)
- 《엘 시드》 (KBS) - 돈 디에고(마이클 호르던) / 거지 노인
- 《나일강 살인 사건》 (KBS) - 베스너 (잭 워든)
- 《또다른 발생》 (SBS)
- 《우리들만의 집》 (KBS)
- 《시티 홀》 (SBS)
- 《12몽키즈》 (SBS)
- 《크로커다일 던디 2》 (KBS) - 닥터 플래처 (프랭크 고쉰) / 노환자
- 《폭로》 (KBS)
- 《미믹》 (KBS) - 게이츠 박사 (F. 머레이 에이브라함) / 츄이 아버지
- 《허드슨 호크》 (KBS) - 토미 (대니 아이엘로)
- 《음식남녀》 (KBS) - 진 사부의 친구(왕서)
- 《록키3》 (KBS)
- 《화소도》 (SBS)
- 《내 사랑 루시》 (KBS)
- 《파코와 오초》 (KBS)
- 《취권》 (SBS) - 황기영(임교)
- 《사랑의 묘약》 (SBS)
- 《국경선》 (SBS) - 맬컴 (캐네스 맥밀란)
- 《로마의 휴일》 (74년 더빙판/KBS)
- 《소공녀》(KBS) - 위컴(마일즈 맨더)
- 《비각칠 2》 (SBS) - 경찰 국장(원무)
- 《제니의 초상》 (KBS) - 이크(헨리 헐)
- 《레미제라블》 (SBS) - 재판장(르네 고근)
- 《황야의 결투》 (KBS) - 시장(로이 로버츠)

### 외화
- 《말괄량이 삐삐》 (SBS)
- 《판관 포청천》 (KBS)
- 《칠협오의》 (SBS) - 두대인